# Giacinto Facchetti
Giacinto Facchetti (Treviglio, Bergamo, 18 juli 1942 – Milaan, 4 september 2006) was een Italiaanse voetballer die zijn hele carrière voor één club uitkwam, Internazionale. Later werd hij voorzitter van deze club.
In het seizoen 1960/61 stond Facchetti voor het eerst in de verdediging van Inter. Dat seizoen speelde hij drie wedstrijden en kon daarin een keer scoren. Het volgende seizoen betekende zijn doorbraak. Hij speelde 15 wedstrijden, en vanaf dat seizoen was de verdediger een vaste waarde voor Inter. Tussen het seizoen 1962/63 en 1976/77 speelde Facchetti 411 wedstrijden, waarin hij 58 keer scoorde.
Zijn laatste seizoen bij Internazionale speelde de Italiaan 18 keer, zonder doelpunten. In zijn hele carrière kwam hij 476 keer op het veld voor een officiële wedstrijd en kon hij 59 keer scoren als verdediger in de Serie A, een record.
Na een periode als voorzitter van Inter overleed Facchetti op 4 september 2006 aan de gevolgen van kanker.
Na Facchetti's overlijden maakte Inter bekend dat het rugnummer 3, het nummer dat hij het grootste deel van zijn carrière droeg, uit roulatie zou nemen.

## Erelijst
Internazionale
- Serie A: 1963/64, 1964/65, 1965/66, 1970/71
- Europacup I: 1963/64, 1964/65
- Wereldbeker voor clubteams: 1964, 1965
- Coppa Italia: 1977/78

 Italië
- Europees kampioenschap: 1968